# Інститут української археографії та джерелознавства імені М. С. Грушевського НАН України
Інститут української археографії та джерелознавства ім. М. С. Грушевського НАН України — спеціалізована українська наукова установа в галузі археографії, джерелознавства та спеціальних історичних дисциплін.

## Історія закладу
Установа під первісною назвою «Інститут української археографії АН України» виникла ще за часів Української РСР. Її створено відповідно до постанови Президії АН УРСР від 10 липня 1990 року на базі відновленої наприкінці 1987 року Археографічної комісії УРСР. Постановою Президії НАН України від 1 лютого 1995 року заклад отримав сучасну назву з наданням йому імені Михайла Грушевського.
Археографічна комісія та Інститут — наступники і продовжувачі діяльності Київської археографічної комісії (1843), Археографічної комісії НТШ (1895), Археографічної комісії Всеукраїнської академії наук (1919), Археографічної комісії Центрального Архівного управління (1929), інших наукових, навчальних, культурно-освітніх осередків XIX — початку XX століття.
Директором Інституту від часу заснування до 2013 року був член-кореспондент НАН України Павло Степанович Сохань.

## Основні завдання
Основними завданнями закладу стало:
- виявлення, опрацювання та публікація документальних джерел вітчизняної історико-культурної спадщини,
- координація та науково-методичне керівництво археографічною діяльністю інших наукових, освітніх, культурологічних установ в Україні,
- розробка теоретико-методичних засад сучасної археографії та джерелознавства.

## Структура
Адміністративно інститут входить до складу Відділення історії, філософії та права секції суспільних і гуманітарних наук Національної академії наук України.
Структурний склад інституту:
- Наукові відділи:

1. Відділ історії і теорії археографії та споріднених джерелознавчих наук
2. Відділ джерел з історії України княжої та козацької доби
3. Відділ джерел з історії України XIX — початку XX століття
4. Відділ джерел з новітньої історії України
5. Відділ пам'яток духовної культури
6. Відділ вивчення та публікації зарубіжних джерел з історії України

- Львівське відділення
- осередки у Запоріжжі, Харкові, Чернігові
- творчі групи (на громадських засадах) в Острозі, Сімферополі, Полтаві, Херсоні

## Видавнича діяльність
Інститут видає збірники наукових праць:
- «Український археографічний щорічник. (Український археографічний збірник. Нова серія)»,
- «Україна в минулому»,
- «Наукові Записки. Праці молодих вчених та аспірантів»,
- «Софія Київська: Візантія. Русь. Україна»
- «Наш Крим»
- «Славістична збірка»
- «Генеалогічні записки».

Інститут є співзасновником серійних збірників:
- «Південна Україна. Записки науково-дослідної лабораторії історії Південної України ЗДУ»,
- «Студії з історії степової України»,
- «Наукові праці Запорізького державного університету»,
- «Схід-Захід»,
- «Південний архів»,
- періодичних видань «Сіверянський літопис» і «Знак».

Готує до друку:
- багатотомні академічні видання творів Михайла Грушевського, Дмитра Яворницького,
- фундаментальні корпуси документів «Архів Коша Нової Запорозької Січі. Корпус документів. 1734—1775»,
- «Універсали українських гетьманів»,
- «Літопис УПА. Нова серія» та інші.

У межах видавничих серій Інституту побачили світ численні окремі видання джерелознавчого спрямування.